# Golden Resurrection
Golden Resurrection är ett svenskt neoklassiskt power metal-band från Kungsör, bildat 2008 av Christian Liljegren (Narnia) och Tommy Johansson, vars band ReinXeed då var kontrakterat till Liljegrens bolag. De delade en gemensam passion för neoklassisk hårdrock och skrev under 2008 och 2009 de låtar som sedan skulle utgöra debutalbumbet Glory to My King som utkom 2010.
I oktober 2011 uppträdde bandet på Nordic Fest i Oslo och kort därefter släpptes bandets andra platta Man With a Mission. Samma år gavs även singeln "Pray for Japan" ut. Låten spelades in till förmån för offren för jordbävningen vid Tōhoku 2011 och finns även med som bonusspår på ReinXeeds fjärde album 1912.
Golden Resurrections musik har en tydlig kristen tematik i texterna.
Bandet har inte släppt musik sedan 2013, men är inte formellt upplöst.

## Medlemmar
Senaste medlemmar
- Christian Liljegren – sång
- Tommy Johansson – gitarr, keyboard, bakgrundssång
- Stefan Käck – basgitarr
- Svenne Jansson – keyboard
- Alfred Fridhagen – trummor

Tidigare medlemmar
- Rickard Gustafsson – trummor (2008–2012)
- Olov Andersson – keyboard, bakgrundssång (2008–2011)
- Kenneth Lillqvist – keyboard, bakgrundssång (2011–2012)

## Diskografi
Studioalbum
- Glory to My King (2010)
- Man With a Mission (2011)
- One Voice for the Kingdom (2013)

Singlar
- "Pray for Japan" (2011)

Split
- Metal for Jesus (2013)